# Regiotakt Ústecký kraj
Als Regiotakt Ústecký kraj wird der im integralen Taktfahrplan betriebene Schienenpersonennahverkehr in der tschechischen Region Ústí (Ústecký kraj) vermarktet. Das Nummernsystem wurde am 9. Dezember 2007 durch den Ústecký kraj als der Besteller eingeführt. Seit Dezember 2009 führen alle Linien statt des ursprünglichen Kürzels „S“ ein „U“. Das System wurde 2016 durch einige touristische Linien ergänzt, die nur an den Wochenenden des Sommerhalbjahres betrieben werden.

## Linien des Öffentlichen Personennahverkehrs
| Linie | Linienweg                                                             | Takt (min)     | Eisenbahnverkehrs- unternehmen EVU                          | KBS           | Bemerkung |
| ----- | --------------------------------------------------------------------- | -------------- | ----------------------------------------------------------- | ------------- | --- |
| U1    | Děčín – Ústí nad Labem – Most – Chomutov – Kadaň předměstí            | 60 (120)       | České dráhy                                                 | 090, 130      | ursprünglich S1 |
| U2    | Most – Klášterec nad Ohří – Karlovy Vary – Cheb                       | 60             | České dráhy                                                 | 130, 140      | ursprünglich S4 und S17 |
| U3    | (Děčín – Ústí nad Labem –) Teplice v Čechách – Litvínov               | (30)/60/120    | České dráhy                                                 | 134           | ursprünglich S3 |
| U4    | Ústí nad Labem – Roudnice nad Labem (– Praha)                         | 60             | České dráhy                                                 | 090           | ursprünglich S2; Durchbindung nach Prag als Linie S4 der Esko Prag |
| U5    | Ústí nad Labem – Úpořiny – Bílina – Most                              | 120            | Regiojet; bis 14. Dezember 2019: České dráhy                | 131           | ursprünglich S5, seit 15. Dezember 2019 bis Most verlängert |
| U6    | Lovosice – Teplice v Čechách                                          | 120            | České dráhy                                                 | 097           | ursprünglich S6 |
| U7    | Ústí nad Labem-Střekov – Děčín hl. n.                                 | 120            | Regiojet; bis 14. Dezember 2019: České dráhy                | 073           | ursprünglich S7 |
| U8    | Děčín – Rumburk                                                       | 120            | České dráhy                                                 | 081           | ursprünglich S8 |
| U9    | Rybniště – Varnsdorf                                                  | 120            | České dráhy                                                 | 085           | seit 13. Dezember 2020, ursprünglich Teil der Linie L7 (Rybniště – Liberec) |
| U10   | Litoměřice – Lovosice – Most                                          | 60             | AŽD Praha, bis 14. Dezember 2019: České dráhy               | 087           | ursprünglich S10, seit 15. Dezember 2019 von Lovosice bis Most verlängert |
| U11   | Česká Lípa hl. n. – Litoměřice – Lovosice – Louny – Postoloprty       | 120            | České dráhy                                                 | 087, 114      | ursprünglich S11 |
| U12   | Most – Louny – Rakovník                                               | 120            | Die Länderbahn; bis 14. Dezember 2019: České dráhy          | 126           | ursprünglich S12 |
| U13   | Most – Postoloprty – Žatec                                            | 120            | Regiojet; bis 14. Dezember 2019: České dráhy                | 123           | ursprünglich S13 |
| U14   | Jirkov – Chomutov – Žatec – Lužná u Rakovníka                         | 120            | Die Länderbahn; bis 14. Dezember 2019: České dráhy          | 124, 133      | verlängert ursprünglich S14 |
| U15   | Chomutov – Vejprty (–Cranzahl)                                        | 240            | Die Länderbahn                                              | 137           | ursprünglich S15. Saisonaler touristischer Verkehr mit zwei Zugpaaren samstags, sonntags, und feiertags, seit 2016 im Durchlauf bis Cranzahl seit 2019 Linie T7                                                                               |
| U16   | Jirkov – Chomutov – Kadaň – Poláky                                    | 120            | České dráhy                                                 | 133, 140, 143 | ursprünglich S16 |
| U21   | Roudnice nad Labem – Račiněves                                        | –              | České dráhy                                                 | 096           | ursprünglich S21; ohne Taktverkehr |
| U22   | Vraňany – Straškov                                                    | –              | České dráhy                                                 | 095           | ursprünglich S22; ohne Taktverkehr |
| U23   | Děčín – Dolní Žleb – Bad Schandau                                     | 120            | České dráhy / DB Regio Südost                               | 098           | ursprünglich S23; (nur bis 4. Juli 2014, ab 5. Juli 2014 in U28 aufgegangen) |
| U24   | Litvínov – Teplice v Čechách                                          | 120            | České dráhy                                                 | 134           | ursprünglich S24 |
| U25   | Most – Osek město – Moldava v Krušných horách                         | –              | České dráhy                                                 | 135           | ursprünglich S25; im Abschnitt Osek město – Moldava v Krušných horách nur saisonaler Verkehr (teilweise nur an Wochenenden sowie Feiertagen); seit 9. Dezember 2018 als Linie T8                                                              |
| U27   | Rumburk – Mikulášovice dolní nádraží                                  | –              | České dráhy                                                 | 084           | ursprünglich S27; einzelne Zugpaare am Wochenende, touristischer Verkehr |
| U28   | Rumburk – Dolní Poustevna – Sebnitz – Bad Schandau – Děčín hl. n.     | 120            | České dráhy / DB Regio Südost                               | 083           | seit 5. Juli 2014 (unter Einbeziehung der früheren U23 und Teilstrecken der SB 71); im Binnenverkehr auf den innertschechischen Teilstrecken teilweise 60-Minuten-Takt; bis 4. Juli 2014 nur Rumburk – Dolní Poustevna; ursprünglich S28      |
| U32   | Ústí nad Labem-západ – Lysá nad Labem                                 | 120            | České dráhy                                                 | 072           | ursprünglich S3; verbunden mit Esko Prag S32 |
| U40   | Louny – Telce – Slaný                                                 | 120 (Stoßzeit) | České dráhy                                                 | 110           | ursprünglich S20; verbunden mit Esko Prag S40 |
| U51   | Ústí nad Labem hl. n. – Most – Chomutov                               | 120            | České dráhy                                                 | 131, 130      | ursprünglich RE1, Eilvariante der U1 |
| L2    | Děčín – Česká Lípa – Liberec                                          | 120            | Die Länderbahn (Trilex); bis 11. Dezember 2021: České dráhy | 081, 086      | ursprünglich S9 |
| L4    | Mladá Boleslav – Jedlová – Rumburk                                    | 120            | Die Länderbahn (Trilex)                                     | 070, 080      | |
| L7    | Liberec – Zittau – Varnsdorf – Seifhennersdorf                        | 60             | Die Länderbahn (Trilex)                                     | 089           | ursprünglich S26 und U26; alternierende Fahrten ab Varnsdorf nach Rybniště (Zweistundentakt) bzw. Seifhennersdorf (teilweise Einstundentakt); seit dem Fahrplanjahr 2021 Varnsdorf–Rybniště als U9 der ČD, einige Fahrten enden in Varnsdorf. |
| RE20  | Dresden Hbf – Děčín hl. n. – Ústí nad Labem hl. n. – Litoměřice město | –              | České dráhy / DB Regio Südost                               | 072, 083, 090 | Saisonaler touristischer Verkehr mit einem Zugpaar Dresden–Ústí–Litoměřice & einem Zugpaar Ústí–Dresden samstags, sonntags und feiertags |

Der Ústecký kraj bestellt zusammen mit den anliegenden Kraj die weiteren Linien:
- Podbořany – Blatno u Jesenice – Plzeň, ursprünglich S18
- Bečov nad Teplou – Rakovník, ursprünglich S19

## Touristische Linien
Die touristischen Linien T1 bis T6 wurden im Jahr 2016 neu eingeführt, wobei teils schon bestehende Angebote neu geordnet wurden. Mit Wirkung des Fahrplans ab Dezember 2018 kommen die Linien T7 und T8 neu dazu.
Die Züge der Linien T1 bis T7 verkehren von Ende März bis Anfang November, wohingegen die Linie T8 ganzjährig verkehrt, wenn auch teils nur saisonal an Wochenenden und Feiertagen fährt. Auf den Linien T1, T3, T5, T6, T8, T10 und T11 kommen Fahrzeuge zum Einsatz, die nicht mehr im Regelbetrieb verwendet werden. Im März 2021 wurden auch noch die Linien T9–T11 neu eingeführt. Sie fahren wie die Linien T1 bis T7 von Ende März bis Anfang November.
| Linie | Name                                   | Linienweg                                                                            | Takt (min) | Eisenbahnverkehrsunternehmen         | Bemerkung |
| ----- | -------------------------------------- | ------------------------------------------------------------------------------------ | ---------- | ------------------------------------ | --- |
| T1    | Kamenický motoráček                    | Česká Kamenice – Kamenický Šenov                                                     | 120        | KŽC Doprava                          | Ab 2025 Laufweg (Děčín hl.n. –) Benešov n. Plouč. – Česká Kamenice – Kamenický Šenov |
| T2    | Brtnický cyklovlak                     | Děčín hl.n. – Krásná Lípa–Mikulášovice dolní nádraží                                 | 120        | České dráhy                          | Fahrradzug, seit 2017 |
| T3    | Zubrnický motoráček                    | Ústí nad Labem – Střekov–Zubrnice                                                    | 120        | MBM rail                             | |
| T4    | Oparensky expres                       | Lovosice–Chotiměř                                                                    | 120        | AŽD Praha                            | Seit 6. Juni 2020. Bis 2019 auf dem Linienweg Lovosice–Třebívlice–Most, dort Ersatz durch reguläre Linie U10. |
| T5    | Podřipský motoráček                    | Libochovice – Roudnice nad Labem                                                     | 240        | KŽC Doprava                          | |
| T6    | Doupovský motoráček                    | Kadaň-Prunéřov – Podbořany                                                           | 210        | Railway Capital                      | |
| T7    | Vejprtská horská dráha                 | Chomutov – Vejprty – Cranzahl                                                        | 240        | České dráhy, seit 2020 Länderbahn CZ | ursprünglich S15 und dann U15. Saisonaler touristischer Verkehr mit drei Zugpaaren samstags, sonntags, und feiertags, seit 2017 ein Zugpaar im Durchlauf bis Cranzahl. 2018 alle Zugpaare in Relation Chomutov–Cranzahl                                                           |
| T8    | Moldavská dráha                        | Most/Ústí nad Labem – Osek město – Moldava v krušných horách                         | 180 300    | České dráhy                          | ursprünglich S25 und dann U25. Im Abschnitt Osek město–Moldava v Krušných horách nur am Wochenende (Von Ende Mai bis Ende August Täglich) |
| T9    | Turistická linka 9                     | Liberec – Zittau – Varnsdorf – Rybniště – Krásná Lípa – Mikulášovice dolní nádraží   | –          | Die Länderbahn (Trilex)              | ein Zugpaar, verkehrt nur an Wochenenden ca. April bis Oktober, seit 3. April 2021, vollständige Aufnahme des grenzüberschreitenden Linienbetriebs aufgrund der pandemischen Lage erst im Mai 2020, in Richtung Mikulášovice werden weniger Halte bedient als in Richtung Liberec |
| T10   | Lužickohorský rychlík                  | (Praha hl. n. – Mladá Boleslav –) Jedlová – Krásná Lípa – Mikulášovice dolní nádraží | –          | KŽC Doprava                          | ein Zugpaar, verkehrt nur an Wochenenden und Feiertagen ca. April bis Oktober, seit 27. März 2021, in Richtung Mikulášovice werden weniger Halte bedient als in Richtung Praha, historisches Rollmaterial                                                                         |
| T11   | Podkrušnohorský motoráček (Kozí dráha) | Děčín hl.n. - Krupka město                                                           | 180        | KŽC Doprava                          | seit 26. März 2021 bis Telnice, seit 21. September 2024 bis Krupka město |